# Steindorf am Ossiacher See
Steindorf am Ossiacher See je naselje v Občini Steindorf am Ossiacher See v Okraju Trg na Koroškem v Avstriji.